# Albrecht von Březí
Albrecht von Březí (tschechisch: Aleš z Březí; † vermutlich 1443) war Elekt von Olmütz und Bischof von Leitomischl.

## Leben
Albrecht gehörte zum Umkreis des Königs Wenzel IV. Er ist für das Jahr 1413 als Kanoniker des Stiftes von Vyšehrad und daselbst später als Dekan nachgewiesen. 1416 wählte ihn eine Minderheit des Olmützer Domkapitels als Nachfolger des Bischofs Wenzel Králik von Buřenice. Der Prager Erzbischof Konrad von Vechta bestätigte die Wahl, obwohl der mehrheitlich gewählte Gegenkandidat Johannes XII. von Bucca vom Konstanzer Konzil mit der Administration von Olmütz beauftragt wurde.
Mit Unterstützung des Königs konnte sich Albrecht in seiner Position zunächst behaupten. Er besetzte die Burg Mürau und gelangte mit militärischer Hilfe nach Olmütz, wo sich das Domkapitel auflöste. Nachdem Albrecht im Beisein hussitischer Priester die hl. Messe gefeiert hatte, ernannte Papst Martin V. 1418 den Gegenkandidaten Johannes von Bucca (den Eisernen) zum Bischof von Olmütz.
Obwohl König Wenzel 1419 gestorben war, wurde Albrecht 1420 zum Bischof von Leitomischl ernannt, konnte sich dort jedoch nicht lange halten. Als die Stadt 1421 durch die Hussiten belagert wurde, flüchtete er und kehrte nicht mehr zurück.